# ハンター・フェデュシア
- ハンター・フェドゥシア
- ハンター・フェドゥーシア

ハンター・フェデュシア（Hunter Feduccia, 1997年6月5日 - ）は、 アメリカ合衆国ルイジアナ州レイクチャールズ出身のプロ野球選手（捕手、一塁手）。右投左打。MLBのタンパベイ・レイズ所属。

## 経歴

### プロ入りとドジャース時代
2018年のMLBドラフト12巡目（全体374位）でロサンゼルス・ドジャースから指名され、プロ入り。契約後、傘下のパイオニアリーグのルーキー級オグデン・ラプターズでプロデビュー。A級グレートレイクス・ルーンズでプレーし、2チーム合計で34試合に出場して打率.287、10打点、1盗塁を記録した。
2019年はA級グレートレイクスとA+級ランチョクカモンガ・クエークスでプレーし、2チーム合計で72試合に出場して打率.275、4本塁打、43打点、2盗塁を記録した。
2020年は新型コロナウイルスの影響でマイナーリーグの全試合が中止されたため、公式戦への出場は無かった。
2021年はAA級タルサ・ドリラーズでプレーし、86試合に出場して打率.254、10本塁打、45打点を記録した。
2022年はAA級タルサとAAA級オクラホマシティ・ドジャースでプレーし、2チーム合計で83試合に出場して打率.238、15本塁打、51打点を記録した。
2023年はAAA級オクラホマシティでプレーし、90試合に出場して打率.279、11本塁打、57打点を記録した。オフの11月14日にルール5ドラフトでの流出を防ぐために40人枠入りした。
2024年は開幕をAAA級オクラホマシティ・ベースボールクラブで迎えた。7月27日にメジャー初昇格を果たすと、31日のサンディエゴ・パドレス戦にて9回表に代打で登場してメジャーデビュー（中飛に倒れて最終打者となる）。この年メジャーでは5試合に出場して打率.333、1打点を記録した。

### レイズ時代
2025年7月31日、レギュラーシーズン中のトレード期限となるこの日にタンパベイ・レイズ、シンシナティ・レッズが絡む三角トレードでレイズへ移籍した。8月2日の古巣ドジャース戦で移籍後初出場すると、好リードでチームの完封勝利（スコアは4-0）に導いた。

## 詳細情報

### 年度別打撃成績
| 年 度    | 球 団    | 試 合 | 打 席 | 打 数 | 得 点 | 安 打 | 二 塁 打 | 三 塁 打 | 本 塁 打 | 塁 打 | 打 点 | 盗 塁 | 盗 塁 死 | 犠 打 | 犠 飛 | 四 球 | 敬 遠 | 死 球 | 三 振 | 併 殺 打 | 打 率 | 出 塁 率 | 長 打 率 | O P S |
| -------- | -------- | ----- | ----- | ----- | ----- | ----- | -------- | -------- | -------- | ----- | ----- | ----- | -------- | ----- | ----- | ----- | ----- | ----- | ----- | -------- | ----- | -------- | -------- | ----- |
| 2024     | LAD      | 5     | 14    | 12    | 2     | 4     | 0        | 0        | 0        | 4     | 1     | 0     | 0        | 0     | 0     | 2     | 0     | 0     | 2     | 1        | .333  | .429     | .333     | .762  |
| MLB：1年 | MLB：1年 | 5     | 14    | 12    | 2     | 4     | 0        | 0        | 0        | 4     | 1     | 0     | 0        | 0     | 0     | 2     | 0     | 0     | 2     | 1        | .333  | .429     | .333     | .762  |

- 2024年度シーズン終了時

### 背番号
- 67（2024年 - 2025年7月30日）
- 30（2025年8月2日 - ）